# Philonotis
Philonotis (Quellmoose) ist eine Gattung von Laubmoosen aus der Familie Bartramiaceae. Der Name Philonotis kommt von griechisch philos „Freund“ und notis „Nässe, Feuchtigkeit“.

## Merkmale
Die kleinen bis oft ziemlich kräftigen Moose bilden lockere bis dichte Polsterrasen. Die aufrechten Stämmchen können bis um 15 Zentimeter groß sein. Fertile Stämmchen sind oben oft quirlartig in dünne Seitenäste verzweigt. Die Blätter sind breit bis schmal lanzettlich und gewöhnlich kürzer oder länger zugespitzt, die Ränder sind durch Mamillen gezähnt. Die Laminazellen sind länglich-rechteckig und meist am oberen oder unteren Zellende mamillös.
Die Sporenkapsel auf der meist sehr langen, aufrechten Seta ist annähernd kugelförmig, entleert gefurcht.

## Standortansprüche und Verbreitung
Philonotis-Arten sind feuchtigkeitsliebend und wachsen an feuchten bis nassen Standorten. Die Gattung ist kosmopolitisch verbreitet.

## Arten
Zur Gattung werden weltweit zirka 185 Arten gezählt. In Deutschland, Österreich und der Schweiz sind die folgenden Arten vertreten:
- Philonotis arnellii
- Philonotis caespitosa
- Kalk-Quellmoos (Philonotis calcarea)
- Philonotis fontana
- Philonotis marchica
- Philonotis rigida
- Philonotis seriata
- Philonotis tomentella